# Łazy (powiat przasnyski)
Łazy – kolonia w Polsce, w województwie mazowieckim, w powiecie przasnyskim, w gminie Chorzele.
Do 2023 miejscowość była częścią wsi Dąbrowa.
W latach 1975–1998 Łazy administracyjnie należały do województwa ostrołęckiego.